# Banánovník textilní
Banánovník textilní (Musa textilis) nebo též manilské konopí je rostlina z čeledi banánovníkovitých proslulá svými textilními vlákny z listů a řapíků zvanými abaka. Tato pružná, lehká a ve vodě trvanlivá vlákna se užívají k výrobě provazů a motouzů. Banánovník textilní se původně pěstoval jen na Filipínách, nyní však také na Borneu a Sumatře. Rostliny dosahují průměrně výšky 6 m.

## Pěstování
Banánovník textilní pochází původně z Filipín. V 19. století z jeho vláken začala být vyráběna lodní lana. V roce 1925 zahájili Holanďané pěstování na Sumatře, americké ministerstvo zemědělství financovalo jeho pěstování ve střední Americe. V roce 1930 začala malá soukromá firma produkci v britském severním Borneu. Protože Spojenci po vypuknutí druhé světové války k manilskému konopí z Filipín ztratili přístup, bylo nutno jeho pěstování ve střední Americe prudce zvýšit.
V 21. století je banánovník pěstován ve velkých částech jižní a jihovýchodní Asie, stejně jako ve střední a jižní Americe. Jako tropická rostlina potřebuje úrodnou půdu a pravidelné dešťové srážky. Hektarový výnos u dobrých výsadeb je kolem čtyř tun.
Významnými producenty jsou Filipíny a Ekvádor. Indonésie a Panama produkují kolem 100 000 tun ročně při výnosu 0,1 až 1,5 t/ha. Větší část produkce je exportována. Hodnota celkové roční světové produkce vláken se odhaduje na 30 milionů amerických dolarů, téměř všechna jsou exportována.